# NGC 5703
NGC 5703 (również NGC 5709, PGC 52343 lub UGC 9435) – galaktyka spiralna z poprzeczką (SBa), znajdująca się w gwiazdozbiorze Wolarza.
Odkrył ją William Herschel 16 maja 1784 roku. Niezależnie odkrył ją Édouard Jean-Marie Stephan 12 maja 1883 roku. John Dreyer w swoim New General Catalogue skatalogował obserwację Herschela jako NGC 5703, a Stephana jako NGC 5709. Przyczyną dwukrotnego umieszczenia galaktyki w tym katalogu był błąd w deklinacji wielkości jednego stopnia, jaki popełniła siostra Herschela, Caroline, przy przeliczaniu pozycji obiektu na współrzędne równikowe równonocne. Dreyer odkrył ten błąd dopiero w trakcie opracowywania kompilacji obserwacji Herschela w 1912 roku.